# Cantone di Betton
Il Cantone di Betton è una divisione amministrativa dell'arrondissement di Rennes.
A seguito della riforma approvata con decreto del 18 febbraio 2014, che ha avuto attuazione dopo le elezioni dipartimentali del 2015, è passato da 4 a 6 comuni.

## Composizione
I 4 comuni facenti parte prima della riforma del 2014 erano:
- Betton
- La Chapelle-des-Fougeretz
- Montgermont
- Saint-Grégoire

Dal 2015 i comuni appartenenti al cantone sono i seguenti 6:
- Betton
- Cesson-Sévigné
- La Chapelle-des-Fougeretz
- Chevaigné
- Montgermont
- Saint-Grégoire